# Joan Rivers
Joan Alexandra Molinsky, ismertebb nevén Joan Rivers (Brooklyn vagy New York, 1933. június 8. – Mount Sinai Hospital, 2014. szeptember 4.) Grammy- és Daytime Emmy-díjas amerikai humorista, színésznő, író, producer és műsorvezető.
Karrierjét Greenwich Village-beli comedy clubokban kezdte olyan nevek mellett, mint George Carlin, Woody Allen és Richard Pryor. Az 1990-es évek közepétől kezdve a humoros interjúiról lett ismert, melyek során hírességeket interjúvolt meg a vörös szőnyegen.
Karrierje alatt 12 könyvet és három nagylemezt is megjelentetett. 2015-ben az egyik könyvéért posztumusz Grammy-díjat kapott.
A  The New York Times kritikusa, Jack Gould "valószínűleg a legtalálékonyabb vicces nőnek" nevezte. A Rolling Stone magazin 2017-es "50 legjobb stand-up komikus" listáján a hatodik helyezést érte el.
2013. március 1-jén Joan és lánya bekerültek a "Ride of Fame"-be, illetve egy emeletes buszt is szenteltek nekik.

## Élete
1933. június 8-án született Brooklynban. Szülei orosz-zsidó származásúak voltak. Volt egy nővére, Barbara Waxler. Életének korai szakaszát a brooklyni Prospect Heights-ban és Crown Heights-ban töltötte. A mára megszűnt Brooklyn Ethical Culture School, illetve az Adelphi Academy of Brooklyn tanulója volt. 18 éves korában érettségizett. Serdülőkorában Larchmontba költözött a családjával együtt. Interjúiban azt nyilatkozta, hogy túlsúlyos volt, amely az életére is kihatott.
Ezt követően a Connecticut College tanulója volt két évig, majd a Barnard College-en folytatta tanulmányait. Mielőtt belépett volna a szórakoztatóiparba, idegenvezetőként dolgozott a Rockefeller Centerben, íróként egy reklámügynökségnél, illetve a Bond Clothing Stores-nál tanácsadóként. Ebben az időszakban Tony Rivers ügynök azt tanácsolta neki, hogy változtassa meg a nevét, így vette fel a Joan Rivers nevet.
Karrierje az 1950-es évek közepén kezdődött, a "Driftwood" című színjátékban, amelyben Barbra Streisand is játszott. Az előadás hat hétig tartott.
Ezt követően a Greenwich Village-i comedy clubokban lépett fel, ahol barátságot között Woody Allennel és George Carlinnal. Olyan zenészekkel is fellépett továbbá, mint Bob Dylan, Barbra Streisand, Carly Simon és a Simon and Garfunkel.
1963-tól 1964-ig a "Jim, Jake & Joan" nevű kabaré trió egyik tagja volt, Jim Connell-el és Jake Holmesszal együtt. A trió azonban hamar feloszlott.
Ötvenöt éves pályafutása alatt szókimondó humora pozitív és negatív kritikákat is kapott. Humora főleg a saját és a hírességek életének szatirizálása körül forgott. Elizabeth Taylor és Adele súlyával való viccelődéséért több kritikát kapott, de Rivers sosem kért bocsánatot a humoráért.
Szállóigéjének a következő kérdés számít: "Can we talk?" (Beszélhetünk?).
Politikai szempontból republikánusnak vallotta magát. 2014-ben Melissa Rivers azt mondta, hogy ő és anyja konzervatív/liberális republikánusok.
Joan egyike volt azon négy amerikainak, akiket meghívtak Károly herceg és Kamilla hercegnő esküvőjére.
Rivers 1965. július 15-én házasodott össze Edgar Rosenberggel. Egyetlen gyermekük, Melissa Rivers 1968. január 20-án született. Unokája, Cooper (Edgar Cooper Endicott) 2000-ben született. Rosenberg 1987-ben öngyilkos lett. Joan később "totális csalásnak" nevezte házasságukat. Házassága idején együtt hált Robert Mitchummal és Gabriel Dell színészekkel. Az 1990-es években Orin Lehmannal volt kapcsolatban.

## Halála
2014. augusztus 28-án a manhattani Yorkville-ben működő kórházban leállt a légzése egy olyan folyamat közben, amely egy kis beavatkozásnak indult. Egy órával később újraélesztették, és a Mount Sinai Hospital kórházba szállították, és lélegeztetőgépre került. Ezen év szeptember 4-én elhunyt a kórházban, halála előtt kómában volt. Temetésén körülbelül 1500 ember, köztük több barátja és hírességek, volt jelen. Hamvait Wyomingban szórták szét.

## Diszkográfia
- Mr. Phyllis and Other Funny Stories (1965)
- The Next to Last Joan Rivers Album (1969)
- What Becomes a Semi-Legend Most? (1983, ötvenedik helyet érte el az ausztrál album-slágerlistán)[58]
- Live at the London Palladium (2005)
- Don't Start with Me (2013)[59]

## Bibliográfia
- Having a Baby Can Be a Scream (1974)
- The Life and Hard Times of Heidi Abromowitz (1984)
- Enter Talking (1986)
- Still Talking (1991)
- Jewelry by Joan Rivers (1995)
- Bouncing Back: I've Survived Everything...And I Mean Everything...And You Can Too! (1997)
- From Mother to Daughter: Thoughts and Advice on Life, Love and Marriage (1998)
- Don't Count the Candles: Just Keep the Fire Lit! (1999)
- Murder at the Academy Awards (R): A Red Carpet Murder Mystery. Pocket. (2009)
- Men Are Stupid...And They Like Big Boobs: A Woman's Guide to Beauty Through Plastic Surgery (Valerie Frankel-lel, 2009)
- I Hate Everyone...Starting with Me (2012)
- Diary of a Mad Diva (2014)